# رصدخانه آپاچی پوینت

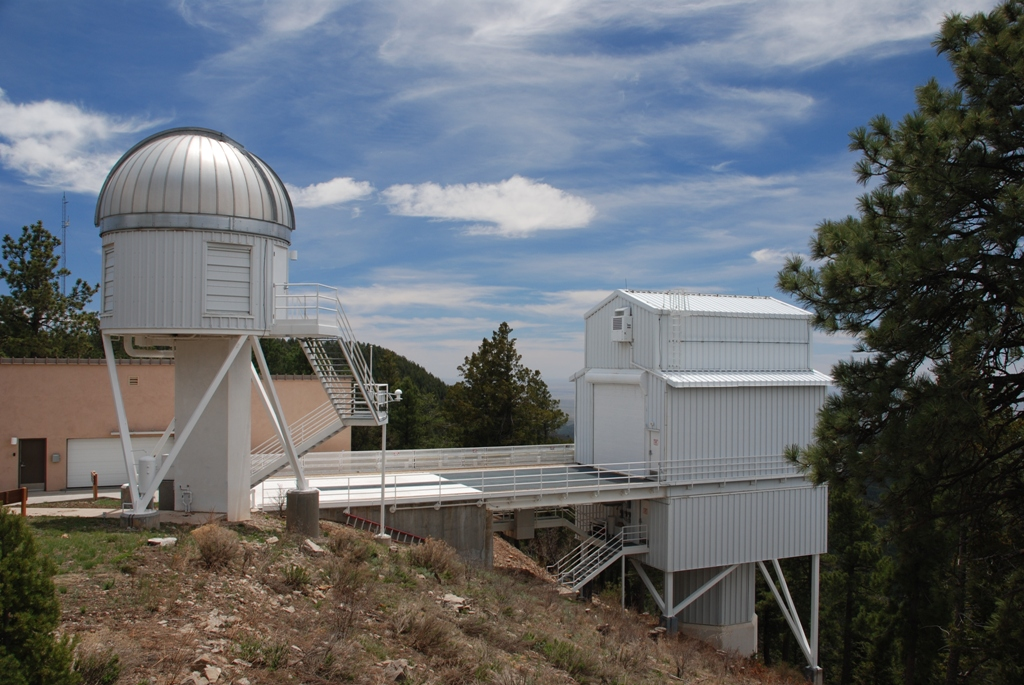
نمایی از ساختمان‌‌های تلسکوپ ARCSAT و SDSS در رصدخانهٔ آپاچی پوینت - ۲۰۱۰

رصدخانه آپاچی پوینت (به انگلیسی: Apache Point Observatory) یک مرکز رصد نجوم در کشور آمریکا در نیومکزیکو است.
این رصدخانه در ارتفاع ۲۷۸۸ متری، و در شمال کوه‌های گوادالوپه قرار دارد.
تلسکوپ نقشه‌برداری آسمانی دیجیتال اسلون در این مرکز قرار دارد.